# Autostrada międzystanowa nr 64
Interstate 64 – autostrada międzystanowa w USA. Prowadzi z Wentzville do Norfolk (stanowi jego wschodnią i południową obwodnicę). Przebiega przez stany: Missouri, Illinois, Indiana, Kentucky, Wirginia Zachodnia i Wirginia. Jej długość to 937,71 mili (1500,34 km).

## Przebieg

### Missouri
- Wentzville
- Saint Louis

### Illinois
- East St. Louis
- Mount Vernon

### Indiana
- Evansville
- New Albany

### Kentucky
- Louisville
- Frankfort
- Lexington
- Winchester
- Mount Sterling
- Moreland

### Wirginia Zachodnia
- Huntington
- Charleston
- Beckley
- White
- Sulphur Springs

### Wirginia
- Covington
- Clifton Forge
- Lexington
- Staunton
- Waynesboro
- Charlottesville
- Richmond
- Williamsburg
- Newport News
- Hampton
- Norfolk